# Olulis subrosea
Olulis subrosea is een vlinder uit de familie van de spinneruilen (Erebidae). De wetenschappelijke naam van de soort is voor het eerst geldig gepubliceerd in 1908 door de Australische dokter en amateur-entomoloog Alfred Jefferis Turner (1861–1947). Het type werd aangetroffen in Kuranda in het noorden van Queensland in Australië. Het epitheton subrosea betekent "een weinig roos-achtig".